# Bislée
Bislée est une commune française située dans le département de la Meuse, en région Grand Est.

## Géographie

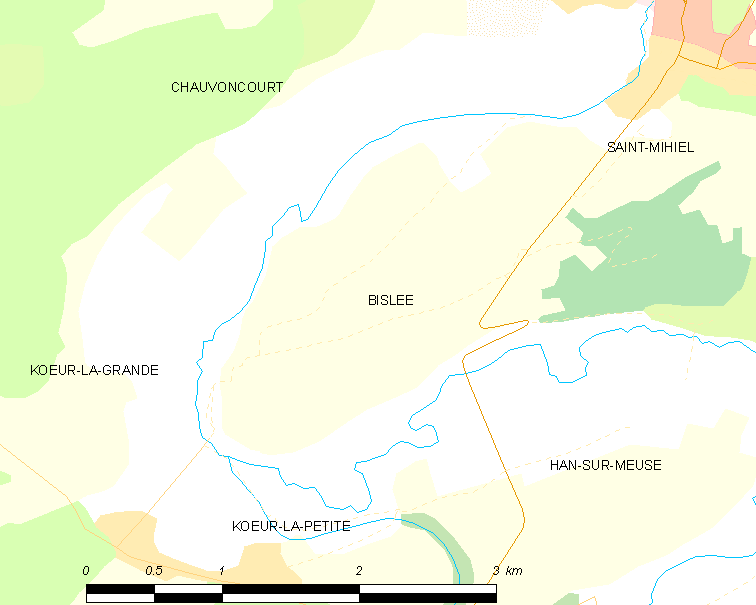
Carte de la commune.
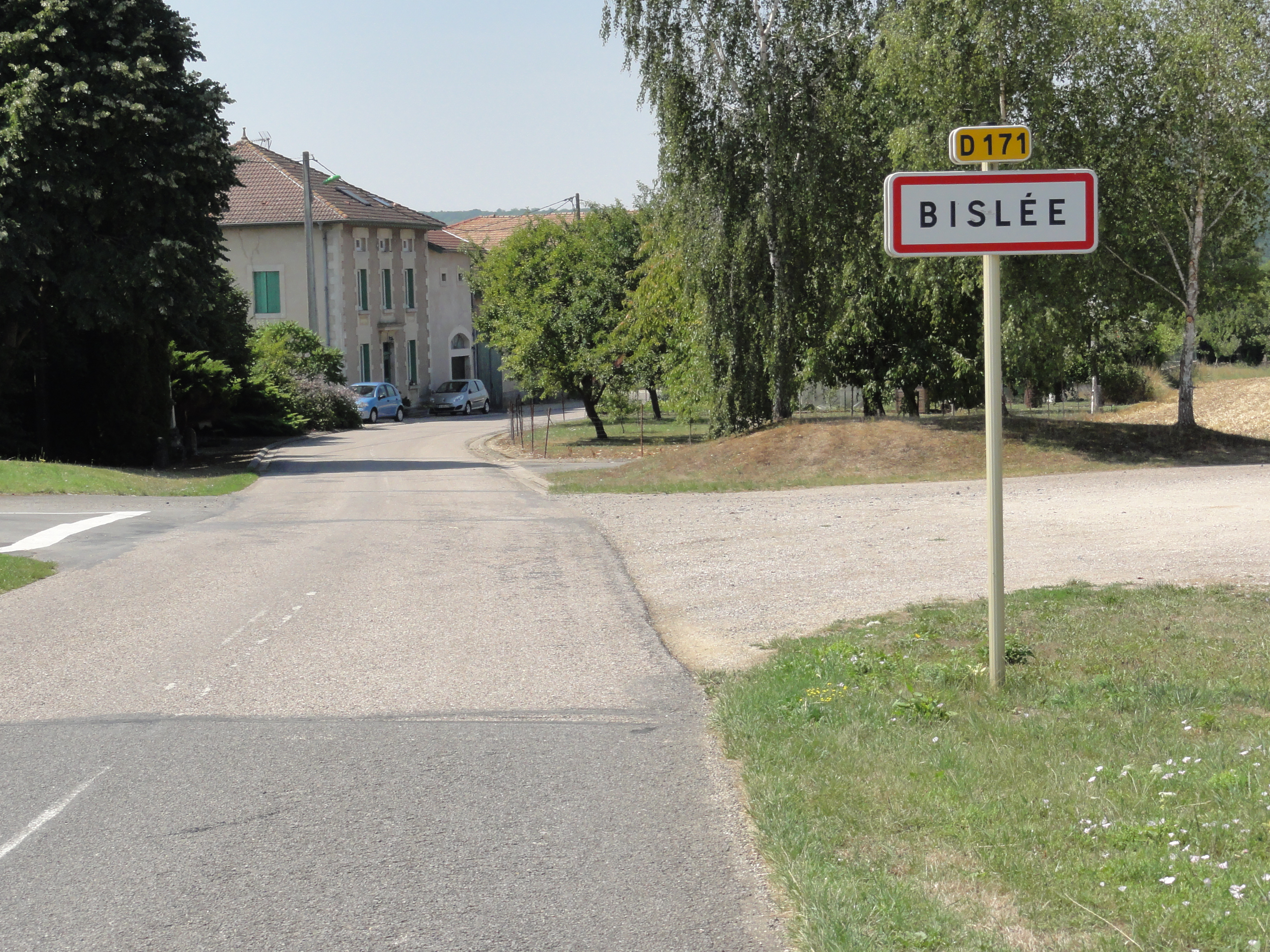
Entrée de Bislée.
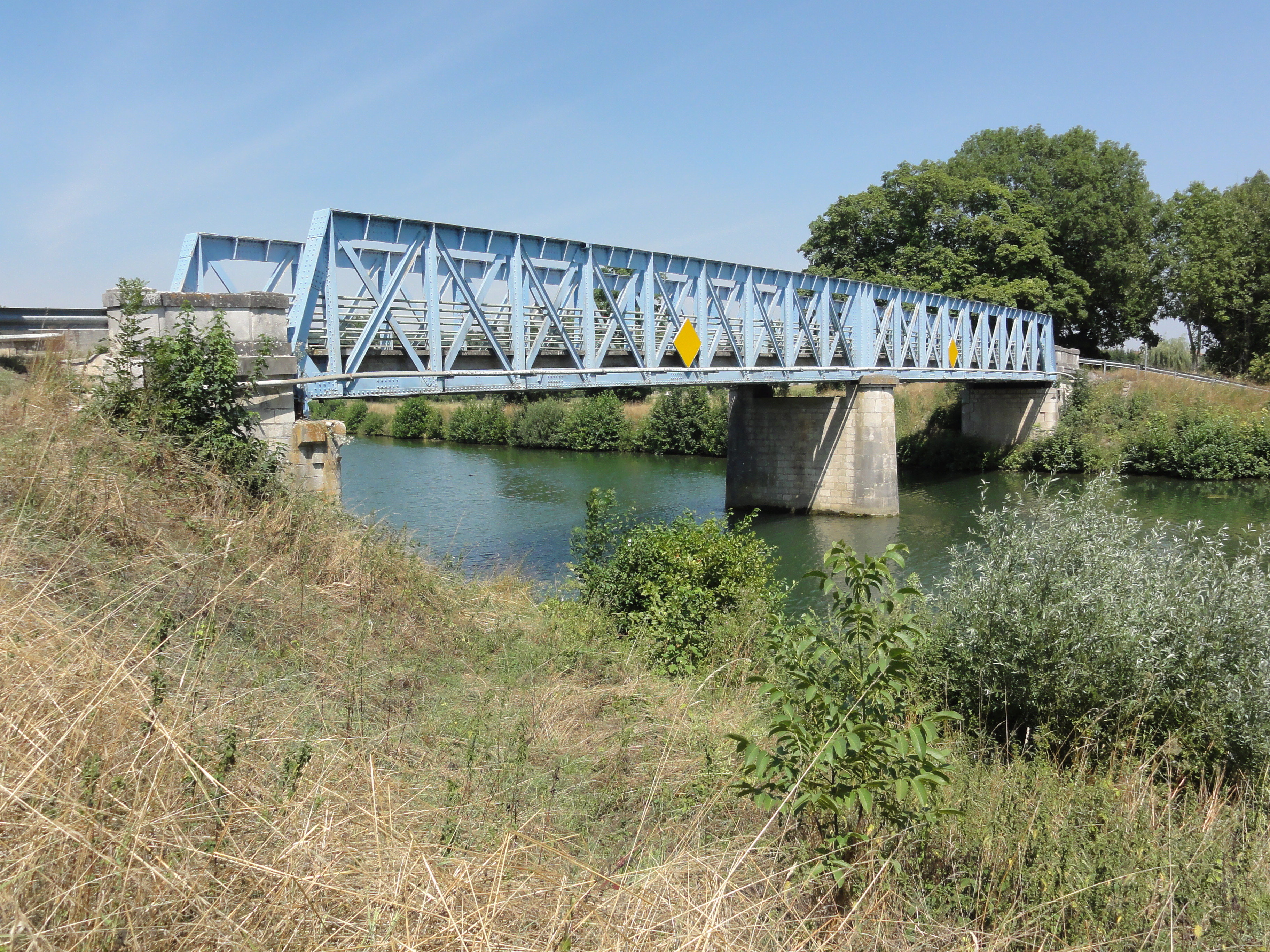
Pont sur la Meuse.

| Fresnes-au-Mont | Saint-Mihiel   | Saint-Mihiel   |
| Kœur-la-Grande  | Bislée         | Kœur-la-Petite |
| Kœur-la-Grande  | Kœur-la-Grande | Kœur-la-Petite |

### Hydrographie
La commune est dans le bassin versant de la Meuse au sein du bassin Rhin-Meuse. Elle est drainée par la Meuse et le canal de l'Est Branche-Nord,.
La Meuse, d'une longueur de 486 km, est un fleuve européen qui prend sa source en France, dans la commune du Châtelet-sur-Meuse, à 409 mètres d'altitude, et se jette dans la mer du Nord après un cours long d'approximativement 950 kilomètres traversant la France, la Belgique et les Pays-Bas. Les caractéristiques hydrologiques de la Meuse sont données par la station hydrologique située sur la commune de Saint-Mihiel. Le débit moyen mensuel est de 30,2 m3/s. Le débit moyen journalier maximum est de 530 m3/s, atteint lors de la crue du 11 avril 1983. Le débit instantané maximal est quant à lui de 658 m3/s, atteint le 31 décembre 2001.
Le canal de l'Est Branche-Nord, d'une longueur de 141 km, est un chenal et un cours d'eau naturel navigable qui relie Givet à Troussey, où il rejoint le canal de la Marne au Rhin. 

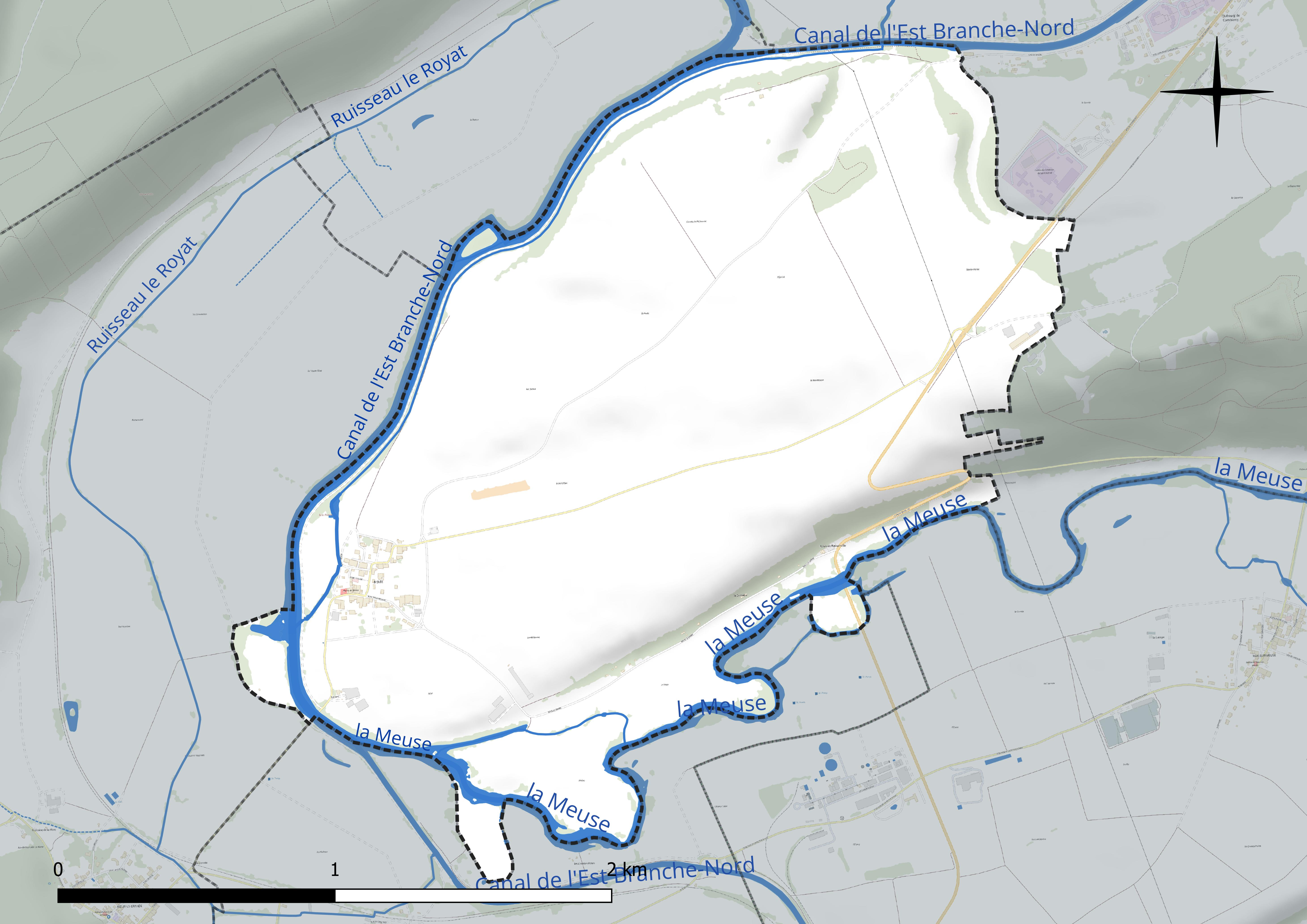
Réseau hydrographique de Bislée.

### Climat
Pour des articles plus généraux, voir Climat du Grand Est et Climat de la Meuse.
En 2010, le climat de la commune est de type climat de montagne, selon une étude du Centre national de la recherche scientifique s'appuyant sur une série de données couvrant la période 1971-2000. En 2020, Météo-France publie une typologie des climats de la France métropolitaine dans laquelle la commune est exposée à un climat océanique altéré et est dans la région climatique  Lorraine, plateau de Langres, Morvan, caractérisée par un hiver rude (1,5 °C), des vents modérés et des brouillards fréquents en automne et hiver. 
Pour la période 1971-2000, la température annuelle moyenne est de 9,9 °C, avec une amplitude thermique annuelle de 16,5 °C. Le cumul annuel moyen de précipitations est de 964 mm, avec 13,5 jours de précipitations en janvier et 9,4 jours en juillet. Pour la période 1991-2020, la température moyenne annuelle observée sur la station météorologique de Météo-France la plus proche, « Erneville aux Bois_sapc », sur la commune d'Erneville-aux-Bois à 15 km à vol d'oiseau, est de 9,9 °C et le cumul annuel moyen de précipitations est de 1 021,5 mm. 
La température maximale relevée sur cette station est de 39,4 °C, atteinte le 25 juillet 2019 ; la température minimale est de −24,2 °C, atteinte le 18 février 1956,,. 
Les paramètres climatiques de la commune ont été estimés pour le milieu du siècle (2041-2070) selon différents scénarios d'émission de gaz à effet de serre à partir des nouvelles projections climatiques de référence DRIAS-2020. Ils sont consultables sur un site dédié publié par Météo-France en novembre 2022.

## Urbanisme

### Typologie
Au 1er janvier 2024, Bislée est catégorisée commune rurale à habitat très dispersé, selon la nouvelle grille communale de densité à sept niveaux définie par l'Insee en 2022.
Elle est située hors unité urbaine. Par ailleurs la commune fait partie de l'aire d'attraction de Saint-Mihiel, dont elle est une commune de la couronne,. Cette aire, qui regroupe 17 communes, est catégorisée dans les aires de moins de 50 000 habitants,.

### Occupation des sols
L'occupation des sols de la commune, telle qu'elle ressort de la base de données européenne d’occupation biophysique des sols Corine Land Cover (CLC), est marquée par l'importance des territoires agricoles (99,7 % en 2018), une proportion identique à celle de 1990 (99,7 %). La répartition détaillée en 2018 est la suivante : 
terres arables (70,6 %), prairies (29,1 %), forêts (0,3 %). L'évolution de l’occupation des sols de la commune et de ses infrastructures peut être observée sur les différentes représentations cartographiques du territoire : la carte de Cassini (XVIIIe siècle), la carte d'état-major (1820-1866) et les cartes ou photos aériennes de l'IGN pour la période actuelle (1950 à aujourd'hui).

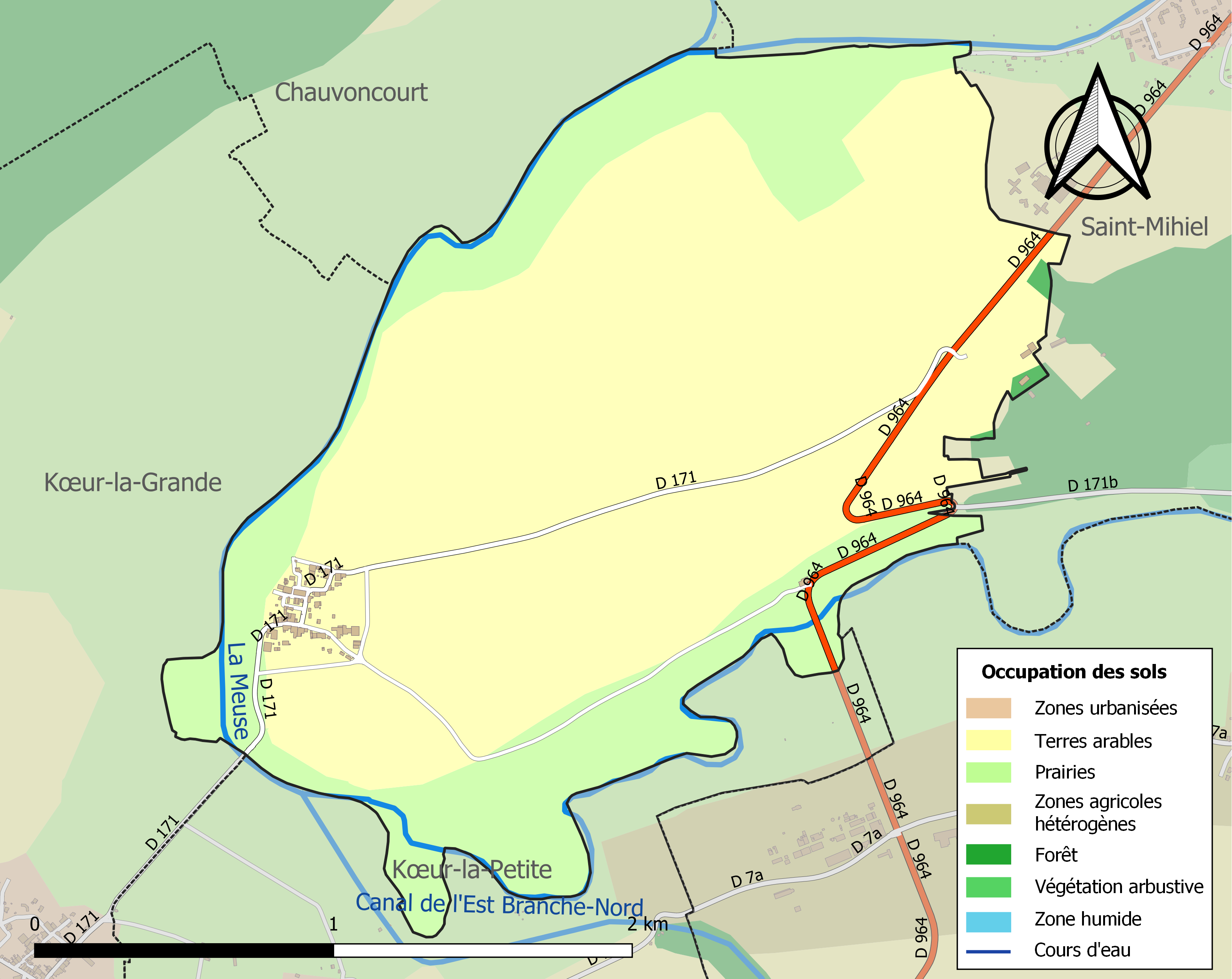
Carte des infrastructures et de l'occupation des sols de la commune en 2018 (CLC).

## Toponymie
Le nom de la localité est attesté sous les formes « Biscryblata in pago Virdonense » (709) ; Bislata (921) ; Booleia (964) ; Bilcei (xe siècle) ; Billeie (1359) ; Billée (1495-96) ; Bille (1549) ; Biley (1571) ; Bilei (1707) ; Bilæum (1738) ; Billey (1745) ; Boleia, Biscriblata, Byscriblata (1756) ; Bilée (1801).

## Histoire
Avant 1790, Bislée faisait partie du Barrois non mouvant (comté de Kœur).
Était rattaché au diocèse de Verdun.
Le 9 octobre 1914 en soirée, les soldats du 210e régiment d'infanterie sont envoyés dans la commune de Bislée pour y défendre le cimetière. Face à 500 soldats allemands et leur officier qui invoque la supériorité numérique, le caporal Arthur Boirin se lève et lance :  « Ah, t’es cinq cents…et ben moi, mon vieux, j’suis cent mille et je t’emmerde. » Cette action lui vaut d'être inscrit au tableau spécial de la Médaille Militaire par le décret du 13 août 1914, par arrêté ministériel du 15 novembre 1914, pour prendre rang le 22 octobre de la même année. Cet arrêté a été ratifié par la loi du 26 février 1921.

## Politique et administration
| Période                                  | Période   | Identité            | Étiquette | Qualité |
| ---------------------------------------- | --------- | ------------------- | --------- | ------- |
| Les données manquantes sont à compléter. |           |                     |           |         |
| mars 2001                                | mars 2008 | Martine Marchal     | DVD       |         |
| mars 2008                                | mai 2020  | Jean-Louis Douillot |           |         |
| mai 2020                                 | En cours  | Aurore Pannetier    |           |         |

## Démographie
L'évolution du nombre d'habitants est connue à travers les recensements de la population effectués dans la commune depuis 1793. Pour les communes de moins de 10 000 habitants, une enquête de recensement portant sur toute la population est réalisée tous les cinq ans, les populations de référence des années intermédiaires étant quant à elles estimées par interpolation ou extrapolation. Pour la commune, le premier recensement exhaustif entrant dans le cadre du nouveau dispositif a été réalisé en 2006.

En 2022, la commune comptait 62 habitants, en évolution de +1,64 % par rapport à 2016 (Meuse : −4,4 %, France hors Mayotte : +2,11 %).
| 1793 | 1800 | 1806 | 1821 | 1831 | 1836 | 1841 | 1846 | 1851 |
| ---- | ---- | ---- | ---- | ---- | ---- | ---- | ---- | ---- |
| 146  | 139  | 143  | 173  | 161  | 181  | 179  | 190  | 195  |

| 1856 | 1861 | 1866 | 1872 | 1876 | 1881 | 1886 | 1891 | 1896 |
| ---- | ---- | ---- | ---- | ---- | ---- | ---- | ---- | ---- |
| 184  | 181  | 165  | 146  | 137  | 149  | 151  | 120  | 112  |

| 1901 | 1906 | 1911 | 1921 | 1926 | 1931 | 1936 | 1946 | 1954 |
| ---- | ---- | ---- | ---- | ---- | ---- | ---- | ---- | ---- |
| 125  | 128  | 108  | 52   | 74   | 83   | 72   | 66   | 72   |

| 1962 | 1968 | 1975 | 1982 | 1990 | 1999 | 2006 | 2011 | 2016 |
| ---- | ---- | ---- | ---- | ---- | ---- | ---- | ---- | ---- |
| 77   | 83   | 89   | 77   | 79   | 68   | 66   | 61   | 61   |

| 2021 | 2022 | - | - | - | - | - | - | - |
| ---- | ---- | - | - | - | - | - | - | - |
| 62   | 62   | - | - | - | - | - | - | - |

## Culture locale et patrimoine

### Lieux et monuments
- Église Saint-Privat de Bislée.
- Monument aux morts au cimetière.
- Croix de chemin.

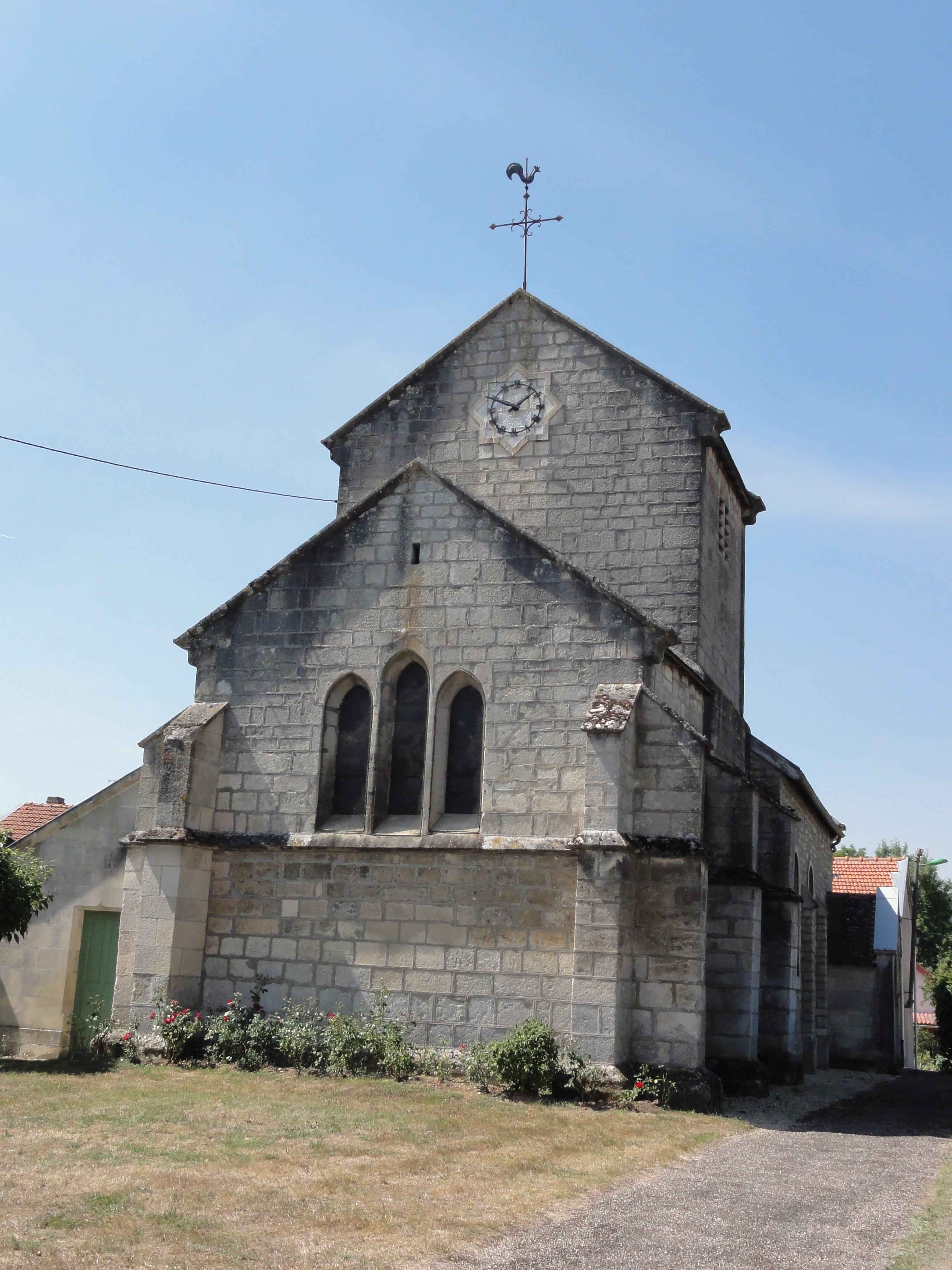
Église Saint-Privat.
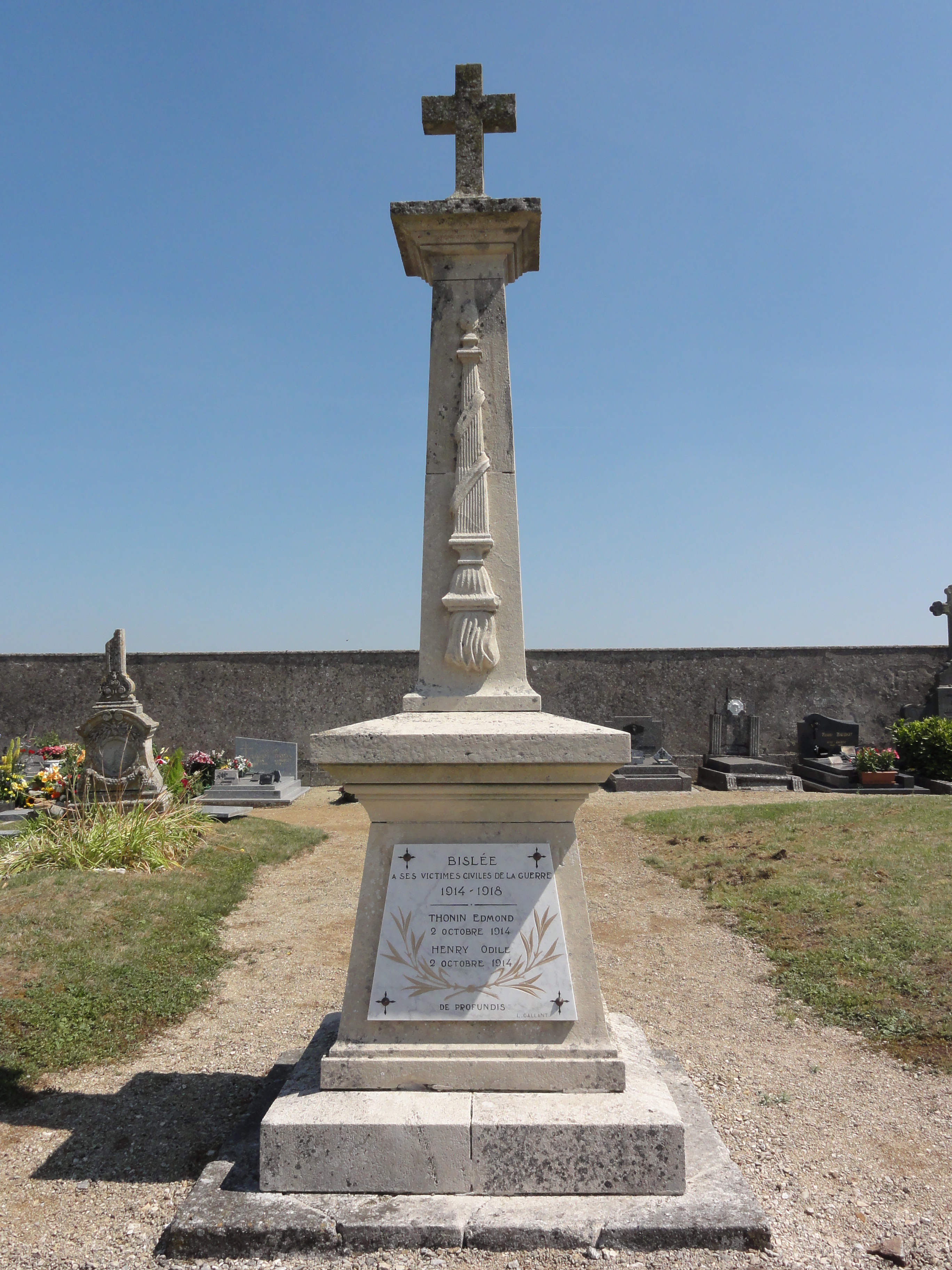
Monument aux morts.
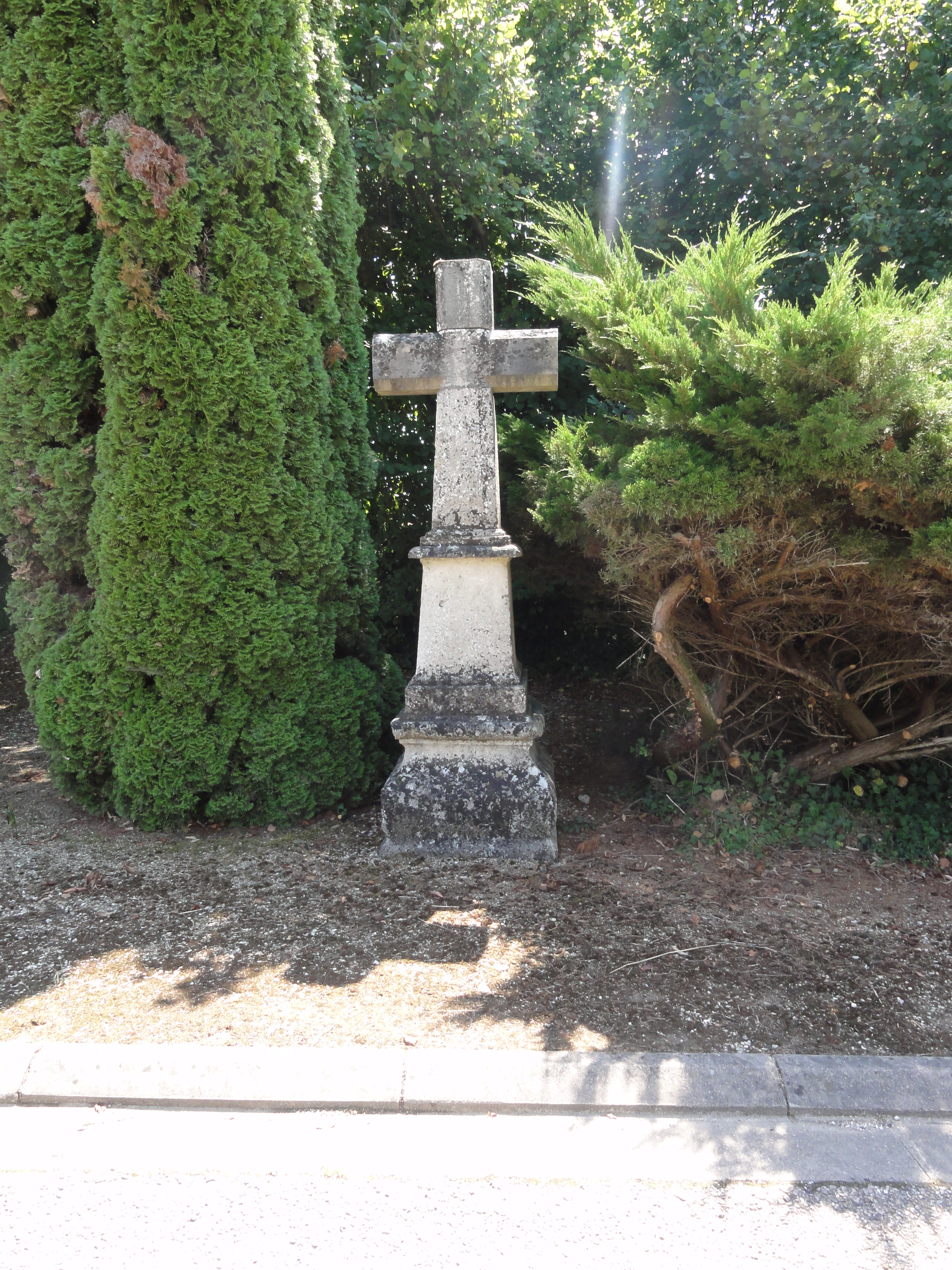
Croix de chemin.

### Héraldique
| Blason de Bislée | Blason  | D'azur à la mitre d'or en chef dextre, à la gerbe du même en chef senestre et au rencontre de taureau d'or, accorné de sable et bouclé de gueules en pointe ; à l'orle ondé d'argent. |
| Blason de Bislée | Détails | Création Robert André Louis. Adopté le 30 juin 2014. |